# Tongchuan
Tongchuan léase Tong-Chuán (en chino simplificado, 铜川; pinyin, Tóngchuān lit: la llanura del cobre) es una ciudad-prefectura en la provincia de Shaanxi, República Popular de China. A una distancia aproximada de 60 kilómetros de la capital provincial, Xi'an. Limita al norte con Yan'an, al sur con Shangluo, al noroeste con Qingyang y al este con la provincia de Shanxi. Su área es de 3,882 km² y su población es de 820.000 habitantes.

## Administración
La ciudad prefectura de Tongchuan administra 3 distritos y 1 condado. 
- Distrito Yaozhou 耀州区
- Distrito Wangyi 王益区
- Distrito Yintai 印台区
- Condado Yijun 宜君县

## Economía
las principales industrias de Tóngchuan son el carbón, los materiales de construcción, la maquinaria, los textiles, la química y el aluminio.
Los productos agrícolas incluyen: manzanas, pimientos, ajo, tabaco, las nueces y las preciosas hierbas medicinales chinas. 